# Wierzchowiny (powiat parczewski)
Wierzchowiny – do 31 grudnia 2015 wieś w Polsce, położona w województwie lubelskim, w powiecie parczewskim, w gminie Siemień. 
Z dniem 1 stycznia 2016 miejscowość podzielono na dwie wsie: Wierzchowiny Nowe i Wierzchowiny Stare, a wieś Wierzchowiny zniesiono.
W latach 1975–1998 miejscowość należała administracyjnie do województwa bialskopodlaskiego.